# هاري غريفيثز
هاري غريفيثز (بالإنجليزية: Harry Griffiths)‏ (17 نوفمبر 1912 بليفربول في المملكة المتحدة - 11 يونيو 1981 بستوك أون ترينت في المملكة المتحدة) هو لاعب كرة قاعدة ولاعب كرة قدم بريطاني (وحمل سابقاً جنسية المملكة المتحدة لبريطانيا العظمى وأيرلندا) في مركز الدفاع. لعب مع بورت فايل.